# العزيزية (الرطابية)
العزيزية أو (الرطابية) قرية سعودية، تتبع مركز ظلم في لمحافظة الطائف في بمنطقة مكة المكرمة. تقع سرق مدينة الطائف بمسافة (230) كم تقريبا.